# Hypnose (film fra 1920)
Hypnose er en tysk stumfilm fra 1920 af Richard Eichberg.

## Medvirkende
- Lee Parry som Claire Raven
- Béla Lugosi som Mors
- Gertrud de Lalsky
- Karl Halden som Wolf Woerner
- Marga Köhler som Frau Steffens
- Violetta Napierska som Eva Hain
- Rudolf Klein-Rhoden som Jack Weller
- Emil Rameau som Peter Hain
- Jenny Höhne som Frau Moran
- Gustav Birkholz som Holbein